# Рокуэлл, Джордж Линкольн
Джордж Ли́нкольн Ро́куэлл (англ. George Lincoln Rockwell; 9 марта 1918 — 25 августа 1967) — американский неонацистский политический деятель, расист и антисемит, основатель Американской нацистской партии. Военный лётчик, коммандер Военно-морских сил США в отставке. Рокуэлл был основной фигурой в национал-социалистическом движении в послевоенной Америке и именовался «американским Гитлером». Рассматривается как бесспорный «американский фюрер».
Ведущая фигура неонацизма, заложил стратегическую основу, которая облегчила переход от гитлеровского национал-социализма к форме такой нацистской идеологии, которая оказалась более политически жизнеспособной в Соединённых Штатах в конце XX века.
Рокуэлл участвовал в создании «Всемирного союза национал-социалистов», в который вошла Американская нацистская партия. Союз возник, когда Рокуэлл посетил Англию и встретился с главой британского «Национал-социалистического движения» Колином Джорданом, и они договорились работать над развитием международных связей между движениями. Результатом стала Котсуолдская декларация 1962 года, которую подписали неонацисты из США, Великобритании, Франции (Савитри Деви), Западной Германии (Бруно Людтке) и других стран.
Его взгляды и его работы до сих пор оказывают влияние на белых националистов и неонацистов.

## Биография

### Ранние годы
Рокуэлл родился в Блумингтоне, штат Иллинойс, и был старшим из трёх детей в семье.
Его отец Джордж Ловджой (Док) Рокуэлл имел английские и шотландские корни, а мать — Клэйр Чейд — немецкие и французские. Они познакомились в 1915 году. Оба его родителя были актёрами, игравшими в комедиях и водевилях. Среди друзей его отца были такие известные люди, как Фред Аллен, Уолтер Уинчелл, Джек Бенни и Граучо Маркс. Впоследствии Рокуэлл говорил, что его умение говорить и находить отклик у толпы было усвоено им в раннем детстве.
Когда Рокуэллу было 6 лет, его родители развелись. Из-за этого его юность проходила между двумя семьями — матери в Атлантик-Сити в штате Нью-Джерси и отца в Бутбей-Харбор в штате Мэн. Среднее образование он получил в Центральной средней школе в Провиденсе.
Рокуэлл пытался поступить в Гарвардский университет, но провалился. Он провёл год, ничем не занимаясь, после чего отец послал его в колледж Хеброн в Льюистоне, штат Мэн. Там он увлёкся изучением философии и других работ, посвящённых развитию общества, что заставило его пересмотреть свои религиозные взгляды. Ранее он считал себя «набожным протестантом», но затем, перечитав Библию, он объявил себя атеистом. Позднее он снова переменил своё отношение к религии, считая её необходимым столпом цивилизации. В дальнейшем он рассматривал возможность существования во Вселенной высшего разума и объявлял себя агностиком. Несмотря на это, в 1960-х годах он взаимодействовал с организацией, занимающейся пропагандой расистской идеологии «христианской идентичности».
В 1938 году Рокуэлл поступил в Университет Брауна в Род-Айленде, где изучал философию. На курсах по социологии в университете он не принимал точку зрения, что человека создаёт его окружение, и что все люди от рождения имеют равный потенциал. Он спорил с сокурсниками по таким темам, как социальные темы в популярных романах.

### Служба во флоте
На втором курсе Рокуэлл покинул университет и пошёл служить во флот. В 1940 году он был послан на курсы лётчиков в Массачусетс и затем во Флориду, и стал лётчиком морской авиации.
Во время войны чернокожие были отделены от «белых», и, по словам сослуживцев, Рокуэлл не был настроен к ним враждебно. Рокуэлл служил в южной Атлантике на корабле «Омаха», и его задачей было обнаружение вражеских подводных лодок. Он пилотировал биплан Кёртиса, который запускался с корабля с помощью катапульты.
24 апреля 1943 года Рокуэлл женился на Джуди Олтман, которую он встретил в университете Брауна. После женитьбы он учился в школе аэрофотосъёмки во Флориде, затем служил на Тихом океане.

### После войны
По окончании войны Рокуэлл решил заниматься коммерческой фотографией, иллюстрациями и графическим дизайном. Весной 1946 года он открыл фотостудию и убедился, что эта деятельность может приносить деньги. В том же году он поступил в институт Пратта и переехал с женой в Нью-Йорк.
В 1948 году он выиграл приз в 1000 долларов за рекламу, которую сделал для американского общества борьбы с раком.
Не доучившись последний год в институте Пратта, Рокуэлл покинул его и открыл своё рекламное агентство в Мэне, но оно обанкротилось через несколько месяцев. В 1950 году его призвали в армию для участия в Корейской войне. Он с женой и детьми переехал в Калифорнию, в Сан-Диего, где вместе с другими пилотами тренировался для участия в операциях поддержки с воздуха. В 1952 году Рокуэллу было приказано явиться в Норфолк, штат Вирджиния, где он был уведомлен о переводе в Исландию.

## Политическая карьера
В Сан-Диего Рокуэлл начал интересоваться политикой. Он познакомился с супружеской парой, которая активно поддерживала Дугласа Макартура в качестве кандидата в президенты от Республиканской партии. От них он получил несколько брошюр с крайне правой, в том числе антисемитской, агитацией. Эти идеи увлекли Рокуэлла.
Он прочитал книгу Гитлера «Моя борьба» и принял нацистскую идеологию. Им была написана и опубликована пародия в стиле «Скотного двора» Оруэлла под названием «Басня о курах и утках», в которой он пытался доказать, что Америка в XX веке находится под властью евреев.

### Издательская деятельность
Когда Рокуэлл во второй раз вернулся к мирной жизни, он решил зарабатывать деньги, издавая журнал для жён американских военнослужащих. В сентябре 1955 года он стал издавать журнал «U. S. Lady». По замыслу Рокуэлла, этот журнал должен был также служить продвижению его политических взглядов и поддерживать оппозицию к расовой интеграции и коммунизму. Финансирование этого проекта Рокуэлл осуществлял в основном за счёт торговли акциями. Однако журнал продавался плохо, и финансовые проблемы вынудили Рокуэлла продать свою долю в журнале.
Некоторое время Рокуэлл работал на Уильяма Бакли-младшего и продвигал его журнал «National Review» среди консервативно настроенных студентов.

### Основание Американской нацистской партии
Активность Рокуэлла стала известной среди других правых экстремистов. Однажды он получил по почте посылку от одного из своих сторонников, в которой был нацистский флаг со свастикой длиной 8 футов.
Главным финансовым покровителем партии был Гарольд Ноэль Эрроусмит, антрополог-любитель и убеждённый антисемит. Сын известного священнослужителя из Балтимора, Эрроусмит изначально нанял Рокуэлла для управления его «Национальным комитетом по освобождению Америки от еврейского господства», в котором, насколько можно судить по сохранившимся записям, было только два члена: собственно Эрроусмит и Рокуэлл. Главной задачей комитета было распространение листовок с карикатурами на евреев, нарисованными Рокуэллом, талантливым карикатуристом, и пикетирование Белого дома Дуайта Эйзенхауэра. Когда энтузиазм по поводу этой деятельности пошел на убыль, Рокуэлл предложил Эрроусмиту создать партию по образцу партии Гитлера. Предполагалось использовать флаги со свастикой, создать отряды штурмовиков и мобилизовать белых масс для нацистского захвата Соединённых Штатов, намеченного на 1972 год.
Летом 1958 года ему удалось собрать достаточную сумму денег через почтовые пожертвования и группу из 10 или 11 сторонников, чтобы начать создание собственной организации. В марте 1959 года Рокуэлл основал Американскую нацистскую партию (англ. American Nazi Party, ANP). Штаб-квартира партии располагалась в Арлингтоне, Виргиния.
Жена и дети Рокуэлла уехали в Исландию. и позже они развелись. Между тем испортились также отношения Рокуэлла со своей родной семьёй. Его брат и сестра отказывались даже разговаривать с ним, отец также не простил ему то, что он опозорил его имя.
ANP стала первой политической организацией в послевоенных Соединённых Штатах, которая открыто использовала нацистские символы, такие как свастика, и защищала поверженный режим Адольфа Гитлера. Рокуэлл смоделировал свою организацию по образцу НСДАП, уделяя особое внимание «принципу фюрерства». Организация слабо финансировалась и никогда не имела более нескольких сотен активных членов. Деятельность и талант Рокуэлла к драматическим рекламным трюкам привлекали к партии внимание на национальном уровне, однако фактической политической силы группа не имела.
Программа ANP была основана на антисемитизме, расизме и гомофобии, и редко отвлекалась от этих тем. Её основными тактиками былы уличные акции, попытки манипулировать СМИ, чтобы попасть в заголовки. Провокации, драки, запланированные столкновения с властями и подстрекательская риторика, как надеялся Рокуэлл, приведут к росту числа членов и увеличению денежного потока. Какое-то время эта стратегия работала. Каждый раз, когда штурмовики ANP провоцировали конфронтацию с полицией или еврейскими группами, последующая огласка сопровождалась письмами от сочувствующих по всей стране; Рокуэлл говорил об этом успехе «Atta’ Boy, George!». Письма часто содержали деньги, которые были необходимы, чтобы удержать партию на плаву.
Основная цель атак Рокуэлла, американские евреи, поначалу с возмущением реагировали на каждую новую провокацию. Затем Американский еврейский комитет под руководством раввина Соломона Файнберга разработал стратегию «динамического молчания», впервые эффективно применённую против Джеральда Л. К. Смита, одного из самых агрессивных антисемитов 1930-х годов. Файнберг рассудил, что ANP не сможет долго существовать, если ей будет отказано в публичности. Он неустанно работал, хотя и не всегда с полным успехом, чтобы убедить еврейские общинные группы, что наиболее эффективным способом нейтрализовать партию является игнорирование её провокаций. Постепенно его идея стала распространяться, и к середине 1960-х годов угроза, которую могла представлять ANP, стала значительно меньше. Партия продолжала борьбу при его преемнике, но не смогла вернуть себе общественное внимание.
Чтобы его идеология могла закрепиться в Соединённых Штатах, Рокуэлл понимал, что ему придётся обратиться к более широкому кругу избирателей, чем «чистые арийцы» англосаксонского происхождения и протестантских убеждений. Такие узкие параметры ограничили бы американский нацизм слишком малой базой. Поэтому Рокуэлл переопределил «белого» как любого, кто не родился чёрным или евреем, тем самым сделав своё движение открытым для значительного числа потенциальных участников. Чтобы привлечь их, он придумал лозунг «White power», пытаясь использовать растущее недовольство белого среднего класса движением «Black power».
Рокуэлл понимал, что нацизм противоречит американским ценностям и что фундаменталистская религия может служить необходимым инструментом для мобилизации. Ухватившись за малоизвестное религиозное движение «Христианская идентичность», Рокуэлл поместил нескольких своих самых доверенных помощников в её министерство и начал процесс, в результате которого общины этого движения стали активными неонацистскими политическими ячейками. Он не дожил до полной реализации стратегии, которая стала основой неонацистского движения.
Для того, чтобы привлечь внимание прессы, Рокуэлл 3 апреля 1960 года провёл съезд своей партии в национальном парке Вашингтона. После этого он собирался устроить следующий съезд в Нью-Йорке, на Юнион Сквере. Репортёрам, задававшим ему вопросы, он заявил, что 80 % еврейского населения США симпатизируют коммунистам и поэтому должны быть уничтожены в газовых камерах как предатели.
Третий съезд Рокуэлл планировал на 3 июля 1960 года. Но когда Рокуэлл и его сторонники прибыли туда, их встретила толпа его противников, произошли столкновения. Рокуэлл и ещё восемь членов его партии были арестованы. Рокуэлл требовал суда, но вместо этого был отправлен в психиатрическую больницу на 30 дней для обследования. Менее чем через две недели он был выпущен и признан вменяемым.
Рокуэлл был отрицателем Холокоста.
Рокуэлл разработал ещё одну стратегию, которая, как он надеялся, заставит нацизм работать в Соединённых Штатах — он участвовал в запуске тенденции отрицания Холокоста, что было попыткой смягчить историческую память будущего поколения о Гитлере и его эпохе и направлено на возрождение нацизма как силы в мировой политике. Его план состоял в том, чтобы бросить вызов самому факту Холокоста, ориентируясь не на поколение, которое было его свидетелем, а на следующее поколение, посеяв сомнения, которые сделали бы утверждение о том, что Холокоста никогда не было, допустимым вопросом для дискуссий. Хотя не существует документальных свидетельств, которые бы точно освещали конкретные роли, которые Рокуэлл и его соратник Уиллис Карто сыграли в разработке стратегии отрицания Холокоста в середине 1960-х годов, известно, что Рокуэлл взял на себя инициативу популяризации мифа о том, что Холокоста не было.
В начале 1966 года Рокуэлл дал интервью Алексу Хейли, которое было опубликовано в апрельском номере журнала «Плейбой». По его словам, он согласился на это интервью потому, что журнал ориентирован на «белых» мужчин. Для многих это была первая публикация, в которой идеи Рокуэлла были изложены без цензуры:

Я ни на минуту не поверю, что какие-то 6 000 000 евреев были уничтожены Гитлером. Такого не было.
Оригинальный текст (англ.)I don't believe for one minute that any 6,000,000 Jews were exterminated by Hitler. It never happened

Летом 1966 года Рокуэлл был одним из предводителей демонстрации, организованной в противовес демонстрации Мартина Лютера Кинга, которая была призвана положить конец фактической сегрегации в одном из белых пригородов Чикаго. По его мнению, Мартин Лютер Кинг был орудием еврейских коммунистов, желающих интегрировать Америку на почве своих коммунистических идей о равенстве.
Рокуэлл и его партия также помогали Ку-Клукс-Клану и близким к нему группам — например, мешая известному маршу на Вашингтон. Однако, вскоре Рокуэлл стал считать, что Ку-Клукс-Клан застыл в прошлом и неспособен эффективно вести борьбу в современных условиях.
Численность партии всегда оставалась статистически незначительной, и она так и не стала серьёзной политической силой.

### «Национал-социалистическая партия белых людей»
1 января 1967 года Рокуэлл объявил о следующем этапе развития партии. Она официально изменила название на «Национал-социалистическая партия белых людей» (англ. National Socialist White People's Party). Новым лозунгом партии стал «White Power», заменив провокационный «Sieg Heil».

### «Hatenanny Records» и «Hate Bus»
В 1960-х Рокуэлл попытался привлечь внимание к своему делу, создав небольшой звукозаписывающий лейбл, названный Hatenanny Records (название было основано на слове hootenanny, термин, данный представлениям с исполнением народной музыки). Лейбл выпустил несколько синглов 45 RPM, в том числе записи таких групп, как Odis Cochran и Three Bigots, проданных в основном через почтовый перевод. Обрезанная версия одной из записей групп, «Ship Those Niggers Back», появляется в документальном фильме «Калифорнийский Рейх». Когда Наездники свободы провели свою кампанию по десегрегации автобусных станций на Глубоком Юге, Рокуэлл украсил фургон Volkswagen свастиками и лозунгами белого превосходства, назвал его «Автобус ненависти» (англ. Hate Bus) и движущей силой для выступлений и партийных собраний. Согласно отчёту ФБР об Американской нацистской партии, фургон был отобран после невозврата кредитов.

## Военная карьера
У Рокуэлла была успешная военно-морская карьера, как на действительной службе, так и в запасе. Будучи ветераном Второй мировой войны, он был морским лётчиком и позднее участвовал в Корейской войне. Он перешёл в запас после 19 лет службы, дослужился до звания коммандера и ещё несколько лет прослужил в запасе. В 1960 году, в результате политической и расистской деятельности, за год до ухода на пенсию он был уволен в запас из ВМС США как «негодный к службе» из-за своих взглядов.

## Убийство
25 августа 1967 года Рокуэлл был застрелен на выезде с автомойки в торговом центре Доминион Хиллз в Арлингтоне (штат Виргиния). Две пули из Маузера К96 прошли через лобовое стекло его Chevrolet, и машина медленно откатилась обратно, пока не остановилась. Рокуэлл, пошатываясь, вышел из передней двери автомобиля со стороны пассажира, указал на крышу торгового центра, а затем рухнул лицом на тротуар.
Преступник побежал по крыше торгового центра и спрыгнул на землю с противоположной от места преступления стороны. Владелец магазина и клиент некоторое время гнались за ним, но не смогли отчётливо разглядеть убегавшего. Другие клиенты вызвали полицию округа Арлингтон и проверили пульс Рокуэлла. Пульса не было; единственная пуля, которая попала в него, разорвала несколько главных артерий чуть выше сердца. Внутреннее кровотечение было настолько тяжёлым, что Рокуэлл умер в течение двух минут.
Спустя полчаса на автобусной остановке приблизительно в полумиле (800 м) от произошедшего патрульным полицейским, знакомым с нацистами Арлингтона, был задержан бывший член партии Рокуэлла. В тот же день, после известия о смерти сына, 78-летний отец Рокуэлла кратко сообщил:

Я совсем не удивлён. Я ожидал этого уже достаточно долгое время.
Оригинальный текст (англ.)I am not surprised at all. I've expected it for quite some time.

Мэтт Коэл, человек номер два в НСПБЛ, получил законное право распоряжаться телом Рокуэлла и всеми активами партии. На момент его смерти у НСПБЛ было около 300 активных членов по всей стране и, возможно, около 3000 человек, поддерживавших партию финансово. Хотя родители Рокуэлла хотели провести негласные похороны в Мэне, они не стали бороться с нацистами за права захоронения. 27 августа пресс-секретарь сообщил, что федеральные чиновники дали устное подтверждение запланированных похорон Рокуэлла с воинскими почестями на Национальном кладбище Кулпепера как офицера американских вооружённых сил в почётной отставке.
Однако в день похорон произошёл конфликт, поскольку участники процессии отказались снять повязки со свастикой. Пентагон запретил похороны на национальном кладбище Кулпепера. Тело Рокуэлла было возвращено в штаб-квартиру партии и на следующий день кремировано.
Виновным был признан Джон Патлер, исключённый из Американской нацистской партии за полгода до убийства. Патлер был приговорён к 20 годам тюрьмы, но в 1975 году освобождён после 8 лет заключения.

## Наследие и влияние
По оценке Фредерика Дж. Симонелли, с практической точки зрения Рокуэлл потерпел неудачу. «Высокий, красивый, умный и харизматичный студент, обладавший значительными навыками как оратора, так и художника, он покинул Университет Брауна, чтобы присоединиться к Военно-морским силам США во время Второй мировой войны… По причинам, которые так и не были адекватно объяснены, он принял Адольфа Гитлера и нацизм в 1959 году… Тем не менее, партия так и не приобрела общенациональных последователей». Он был убит бывшим членом ANP, капитаном штурмовиков, «которого Рокуэлл считал своим сыном».
Рокуэлл был источником вдохновения для политика Дэвида Дюка, придерживающегося идей белого национализма. Будучи учащимся средней школы, Дюк, узнав об убийстве Рокуэлла, заявил: «Застрелили величайшего американца». В середине 1960-х у Рокуэлла был план развития нацистской политической философии в пределах религиозного движения христианской идентичности. До этого христианская идентичность включала в себя антисемитизм и расизм, но без ориентации на Третий рейх. Полноценное исследование идеологии Рокуэлла и его партии представляет затруднения, поскольку существенная часть документов находится в частных руках.
Через несколько лет после смерти Рокуэлла в партии произошёл раскол. Два его единомышленника — Мэтт Коэл и Уильям Лютер Пирс создали свои собственные организации. Коэл, который был преемником Рокуэлла, переименовал НСПБЛ в «Новый порядок» в 1983 году и переместил его в Висконсин вскоре после этого. Пирс основал неонацистский «Национальный альянс».

## Образ в культуре
Джордж Рокуэлл появляется в третьем сезоне телевизионного сериала «Человек в высоком замке», экранизации одноимённого романа. По сюжету после победы нацистов во Второй мировой войне, капитуляции США и оккупации большей части страны Третьим Рейхом, он стал рейхсмаршалом Северной Америки, подчинённым напрямую фюреру Третьего Рейха (сначала Адольфу Гитлеру, затем — Генриху Гиммлеру). Роль исполняет американский актёр Дэвид Фурр.

## Сочинения
- George L. Rockwell. White Power. — John McLaughlin, 1967. — 482 p. — ISBN 0965649288.
- George Lincoln Rockwell. This Time the World. — Liberty Bell Publications, 2004. — 444 p. — ISBN 1593640145.
- George Lincoln Rockwell. The fable of the ducks and the hens: a dramatic saga of intrigue, propaganda and subversion. — Media Concept, 1996. — 21 p. — ISBN 1898419159.
- George Lincoln Rockwell. How to get out or stay out of the insane asylum. — American Nazi Party, 1960. — 12 p.
- George Lincoln Rockwell. In hoc signo vinces. — World Union of National Socialists, 1971. — 25 p.[35]